# ده‌پاسانان
ده‌پاسانان (نام علمی: Decabrachia) نام یک بالاراسته از زیررده نیام‌داران است.
- ?راسته †Boletzkyida
- راسته Spirulida
- راسته سپیداج
- راسته ماهی مرکب دم‌کل
- راسته ماهی مرکب

در زبان ژاپنی ایکا نامیده می‌شود و به پای ایکا نیز گن گفته می‌شود. ایکا و گن از عناصر سوشی هستند.